# Графенвисен
Графенвисен (њем. Grafenwiesen) општина је у њемачкој савезној држави Баварска. Једно је од 38 општинских средишта округа Кам. Према процјени из 2010. у општини је живјело 1.622 становника. Посједује регионалну шифру (AGS) 9372130.

## Географски и демографски подаци
Графенвисен се налази у савезној држави Баварска у округу Кам. Општина се налази на надморској висини од 439 метара. Површина општине износи 10,2 km². У самом мјесту је, према процјени из 2010. године, живјело 1.622 становника. Просјечна густина становништва износи 159 становника/km².